# Gundermann-Gallwespe

Drei zusammengewachsene Gallen der Gundermann-Gallwespe

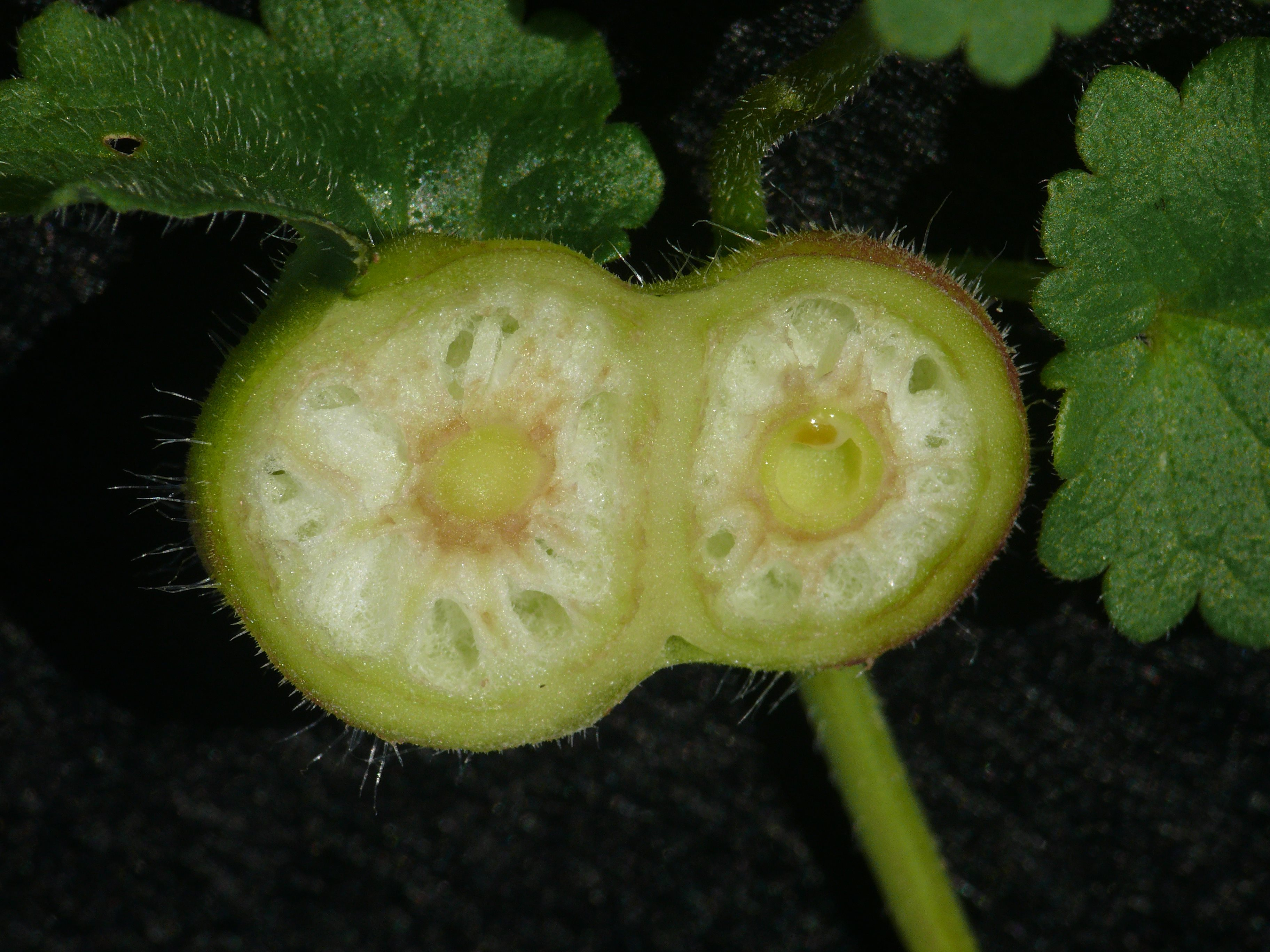
Geöffnete Galle der Gundermann-Gallwespe

Die Gundermann-Gallwespe (Liposthenes glechomae) ist eine Gallwespe aus der Familie der Gallwespen (Cynipidae).

## Merkmale

### Galle
Die kugelige, außen lang behaarte, bis zu 15 mm große Galle ist anfangs weiß, später meist grün oder auch leuchtend rot. Mehrere der einkammerigen und dünnwandigen Gallen können zu unregelmäßigen Gebilden zusammenwachsen. Sie sitzt meist an der Blattunterseite, kann aber auch auf der Oberseite, dem Blattstiel oder dem Stängel auftreten. Die Gallen haben eine zentrale Larvenkammer mit einem sternförmigen, schwammigen Gewebe.

### Gallwespe
Der ganze gedrungene Körper der Gundermann-Gallwespe ist weniger glänzend schwarz als bei der Brombeer-Gallwespe (Diastrophus rubi). Nur am Mittelbrustring ist sie fein gerunzelt und am fast halbkugeligen, an der Wurzel zweigrubigen, Schildchen längsrunzelig. Der vordere Brustring ist behaart. Die Beine sind rotbraun oder heller. Die gelbroten, fadenförmigen Fühler bestehen aus dreizehn bis vierzehn Gliedern, beim Männchen auch aus fünfzehn. Die Weibchen werden 2,6–3 mm lang.

## Vorkommen
Die Galle ist von Juni bis September an Gundermann (Glechoma hederacea) und Langhaar-Gundelrebe (Glechoma hirsuta) anzutreffen. In manchen Jahren ist sie häufig bis sehr häufig und in anderen tritt sie kaum auf.
Die Art ist westpaläarktisch verbreitet, ein Nachweis liegt auch aus Kasachstan in Zentralasien vor. Gemeinsam mit ihrer Wirtsart wurde sie nach Nordamerika importiert, wo sie eingebürgert und nicht selten ist.

## Parasiten
Die Erzwespe Torymus glechomae Mayr parasitiert die Larven der Gundermann-Gallwespe. Sie legt mit einem langen Legebohrer ihr Ei in der Kammer auf die Larve in der Galle.

## Synonyme
- Diastrophus glechomae[3]
- Aylax glechomae[7]